# PC Master Race

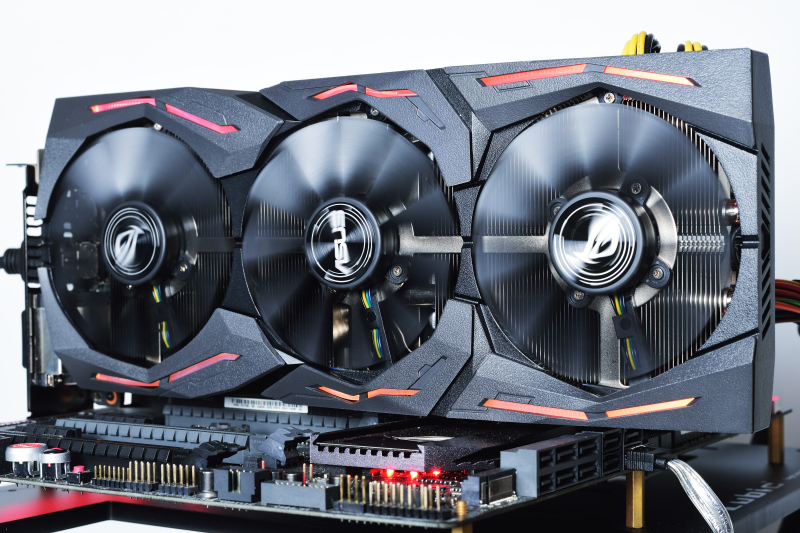
Scheda video NVIDIA GeForce GTX 1080, tra i simboli della PC Master Race

PC Master Race (traducibile come: Razza Suprema PC), a volte pronunciato anche Glorious PC Gaming Master Race, è un termine appartenente al gergo di Internet – spesso etichettato come tongue-in-cheek – molto diffuso ed utilizzato tra i giocatori nella subcultura e contesto videoludici. In breve il termine sta ad indicare la superiorità del Personal computer al confronto con le console da gioco.
Nel linguaggio corrente, il termine è usato dagli appassionati di PC, sia per descrivere se stessi come un gruppo unito di individui, così come la loro fede nel predominio della piattaforma PC rispetto alle console, spesso citando caratteristiche come la  superiorità hardware, la computer grafica più avanzata, il gioco in rete gratuito, la retrocompatibilità e la customizzazione del sistema. Nell'immaginario collettivo della cultura digitale e videoludica, nelle discussioni di appassionati, e nei media spesso si fa anche riferimento al termine "dirty console peasants" (traducibile come: sporchi plebei della console) per descrivere gli utenti che preferiscono giocare con una console, piuttosto che con un PC.

## Storia

### Origini
Il termine nella sua forma originale, "Glorious PC Gaming Master Race", venne utilizzato per la prima volta dallo scrittore, recensore ed opinionista videoludico Ben "Yahtzee" Croshaw nel 2008, sul webzine "The Escapist" dove video-recensì l'action RPG The Witcher, sviluppato da CD Projekt RED. Croshaw ha spiegato che quando ha coniato il termine il suo intento di riferirsi al concetto di "razza superiore", intesa come nelle basi ideologiche del nazismo, fu quello di scherzare e fare ironia sull'atteggiamento elitario che percepì tra alcuni giocatori PC al momento del rilascio del gioco:
«Doveva essere ironico, per illustrare quello che ho notato nell'atteggiamento elitario di un certo tipo di giocatori PC. Quelle persone che investono denaro in costosi PC da gioco ed aggiornano costantemente i componenti per assicurarsi che la tecnologia nei loro stilosi case sia aggiornata. Quelle persone che in realtà preferiscono giochi con meccaniche profonde da essere apprese e che si basano sulla complessità della tastiera, così da scoraggiare nuovi giocatori o giocatori occasionali che in qualche modo possono contaminare l'intera comunità con la loro presenza.»

### Popolarizzazione del termine
Il termine prese piede rapidamente, divenendo un fenomeno di Internet, ma assumendo connotati e significati diversi da quelli ironici originariamente concepiti da Croshaw. Dagli anni 2010 è ormai usato come espressione di orgoglio tra i giocatori PC, che vedono la loro piattaforma come superiore alle console per videogiochi, grazie a tutte le caratteristiche che avvantaggiano il PC come macchina da gioco – superiorità hardware, la computer grafica più avanzata, il gioco in rete gratuito, la retrocompatibilità e la customizzazione del sistema, nello specifico. Il cambiamento di significato e di grande popolarità può essere correlato alla creazione e divulgazione del sub-reddit "PC Master Race", concepito dall'utente di reddit "Pedro19" nel 2011, che avrebbe poi accumulato oltre 750 000 membri entro l'inizio del 2017.
Nonostante il webzine "The Escapist" ha continuato a divulgare il termine, nella sua forma originale, per molti anni a seguire, altri scrittori più tradizionali legati alle pubblicazioni di informatica e videogiochi tendevano a evitare di utilizzare il termine a causa delle sue associazioni negative, come il nazismo.
Nei primi mesi del 2015, Tyler Wilde, direttore esecutivo di PC Gamer, ha suggerito che l'uso del termine dovrebbe essere abbandonato del tutto, in un articolo dedicato, ammettendo: «È stato uno scherzo di grande successo, ed ha funzionato in quel senso, mi ha fatto pensare che era divertente ed ironico. Ma quando vedo ragazzini che non-ironicamente si vantano per la loro appartenenza alla "PC Master Race" sui forum, semplicemente rabbrividisco». Tyler ha quindi suggerito di sostituire il termine, e ha offerto esempi come "Fearsome Keyboard People" oppure "PC Thunder Cats", tuttavia il suo articolo è stato accolto da un certo disaccordo da parte degli altri appassionati che hanno invece ritenuto l'utilizzo del termine PC Master Race più che accettabile. Mentre Ben Croshaw è conscio delle origini del termine, e del suo riferimento alle basi ideologiche del nazismo, ha replicato che coloro che usano il termine senza conoscere l'associazione "negativa", non devono essere attaccati in quanto nel loro ideale non c'è nulla di veramente correlabile al nazismo. Ha inoltre criticato Tyler Wilde e la forzatura nell'abbandonare l'uso del termine, paragonandola invece a un'azione degna della psicopolizia.
La rapida crescita del "PC Master Race" ha poi finito per evadere dalla comunità virtuale dei soli videogiocatori ed arrivare ad essere utilizzata o esaltata da aziende del settore, così come dalle celebrità, ad esempio Terry Crews, orgoglioso di essersi unito alla "famiglia" del Master Race. Dal 2015, diverse grandi aziende di tecnologia e informatica hanno collaborato con le comunità PC Master Race per organizzare concorsi, eventi e discussioni, come AMD, Corsair Memory, Cooler Master, Oculus VR, Nzxt, e NVIDIA.
Trascendendo ormai la pura forma di fenomeno di Internet, il termine è oggi un punto di partenza per molti dibattiti circa la relativa popolarità delle piattaforme di gioco e la loro differenziazione. Un rapporto compilato da Julian Arenzon sul Daily News ha suggerito che la distribuzione digitale di giochi per personal computer – tramite l'egemonico Steam oppure GOG.com – sta diventando sempre più diffusa all'interno della comunità di videogiocatori, mostrando dunque una tendenza ad abbandonare il supporto di memoria fisico. Paul Tassi di Forbes ha suggerito che nella battaglia delle piattaforme, i PC hanno un vantaggio perché sono una "necessità" per la vita di tutti i giorni, mentre le console restano un semplice sistema da gioco che può costare centinaia di dollari e offre un numero limitato di giochi importanti – le cosiddette "esclusive – rispetto alla sconfinata libreria ludica che può fornire un PC.